# La Foudre

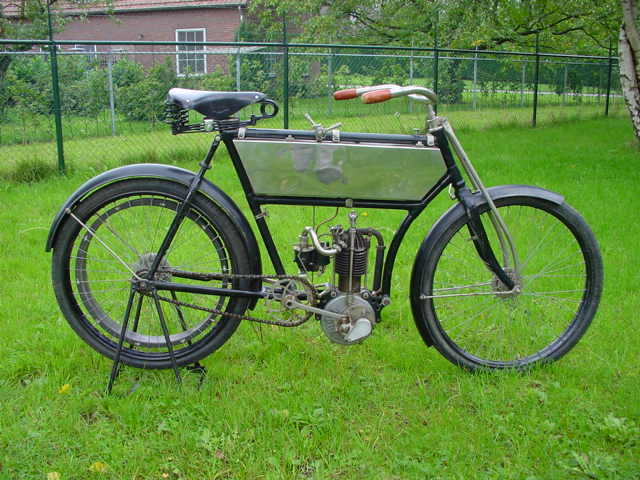
La Foudre met 350 cc Buchet-motor. De inlaatklep was een snuffelklep, de uitlaatklep werd mechanisch bediend door de stoterstang rechts van de cilinder.

La Foudre is een historisch motorfietsmerk.
La Foudre is een Frans merk uit het begin van de twintigste eeuw. Er werden in elk geval in 1903 motorfietsen met een 350 cc Buchet-viertaktmotor geproduceerd.